# Dana Păpăruz
Dana Alina Păpăruz (n. 28 octombrie 1976, Constanța) este o artistă plastică și creatoare de costume română, care este activă în producții de scenă, film și televiziune.

## Biografie
Biografia profesională a artistei cuprinde absolvirea „Liceului de artă Constanța” (terminat în 1995), urmată de studii la „UNArte București” (Universitatea Națională de Arte București), facultate absolvită în anul 2000.

## Operă

### Film
- 2006 — Incubus⁠(en)[traduceți] - regia Anya Camilleri, cu Tara Reid[4]
- 2012 — După dealuri - scenariu și regia Cristian Mungiu
- 2015 — Aferim! - scenariul și regia Radu Jude
- 2016 — Inimi cicatrizate - scenariul și regia Radu Jude
- 2018 — Moromeții 2 - regia Stere Gulea, cu Horațiu Mălăele

### Televiziune
- 2008 — Xenophobia (film de televiziune) [5]
- 2016 — Catherine the Great (film de televiziune)[6]

## Premii, recunoaștere
La ediția 2016 a Premiilor Gopo, artista plastică, creatoare de costume, a câștigat Premiul Gopo pentru cele mai bune costume pentru munca sa la realizarea costumelor din filmul Aferim! a lui Radu Jude.
In anul 2017 Dana Păpăruz a câștigat un nou premiu, Premiul Gopo pentru cele mai bune costume pentru filmul Inimi cicatrizate, regizor Radu Jude, apoi in 2019 Premiul Gopo pentru cele mai bune costume pentru filmul Moromeții 2, in regia lui Stere Gulea.